# Nabelinge
Die Nabelinge (Omphalina) sind eine Pilzgattung aus der Familie der Ritterlingsverwandten, deren Arten mit Moosen vergesellschaftet sind. Früher handelte es sich um eine artenreiche, polyphyletische Gattung, die auf Basis der unterschiedlichen Ökologie, Pigmentierung und Phylogenie ihrer Arten ausgedünnt wurde.
Die Typusart ist der Rotbraune Nabeling (Omphalina pyxidata).

## Merkmale
Charakteristisch sind kleine Fruchtkörper mit am Stiel herablaufenden Lamellen und weißem, nicht amyloidem Sporenpulver. In der Regel ist der Hut zentral tief eingesenkt. Das regenschirmartige bis trichterförmige Aussehen erinnert an einen Bauchnabel oder einen Bauch mit einem Nabel, was der Gattung ihren Vernakularnamen verlieh. Ähnlich geformte Blätterpilze werden im Fachjargon als „omphalinoid“ bezeichnet.

## Ökologie
Omphalina im heutigen Sinn ist eine kleine Gattung von Moos besiedelnden Pilzen. Sie wachsen auf moosigen Brandstellen und in Habitaten mit ungestörten moosigen Bereichen in arktischen, antarktischen und alpinen Klimata. Unter den Habitaten finden sich sowohl ländliche als auch städtische Gebiete. Viele andere mit Moosen vergesellschaftete Pilze kommen in solchen Lebensräumen vor, haben aber abweichende Merkmale.

## Arten
Für Europa sind folgende Taxa bekannt bzw. zu erwarten:
| Nabelinge (Omphalina) in Europa |                            |                                         |
| \| Deutscher Name \| Wissenschaftlicher Name \| Autorenzitat \| \| ------------------------------------------ \| -------------------------- \| --------------------------------------- \| \| Winziger Nabeling \| Omphalina albominutella \| E. Ludwig 2001 \| \| Arktischer Nabeling \| Omphalina arctica \| Lamoure in Laursen & Ammirati 1982 \| \| Schnee-Nabeling \| Omphalina chionophila \| Lamoure 1974 \| \| Blaubräunlicher Nabeling \| Omphalina cyanobrunnescens \| Imler 1986 \| \| Kerbrandiger Trichter-Nabeling \| Omphalina cyathella \| J. Favre & Schweers 1942 ex Kuyper 1996 \| \| Purpurblättriger Nabeling \| Omphalina demissa \| (Fries 1821 : Fries 1821) Quélet 1886 \| \| Rosasporiger Nabeling \| Omphalina discorosea \| (Pilát 1934) Herink & Kotlaba 1975 \| \| Mehlgeruch-Nabeling \| Omphalina farinolens \| G. Moreno & Esteve-Raventós 2000 \| \| Häublings- oder Häublingsfarbener Nabeling \| Omphalina galericolor \| (Romagnesi 1952) Bon 1975 \| \| Alpen-Nabeling \| Omphalina kuehneri \| Lamoure 1974 \| \| Lilaschuppiger Nabeling \| Omphalina lilacinicolor \| Bon 1980 ('1979') \| \| Relikt-Nabeling \| Omphalina periglacialis \| S. Lettau & H. Lehmann 2022 \| \| Wiesen-Nabeling \| Omphalina praticola \| Kuyper, Arnolds & P.-J. Keizer 1997 \| \| \| Omphalina pseudomuralis \| Lamoure 1974 \| \| Rotbrauner oder Starkgeriefter Nabeling \| Omphalina pyxidata \| (Persoon 1801 : Fries 1821) Quélet 1886 \| \| Bach-Nabeling \| Omphalina rivulicola \| (J. Favre 1955) Lamoure 1974 \| \| Leberbrauner Nabeling \| Omphalina subhepatica \| (Batsch 1789) Murrill 1916 \| \| \| Omphalina tabaresiana \| Vila & Llimona 2006 \| \| Papageien-Nabeling \| Omphalina violaceoviridis \| Courtecuisse 1986 \| \| Dickblättriger Sanddünen-Nabeling \| Omphalina wallacei \| P.D. Orton 1984 \| |                            |                                         |
| Deutscher Name | Wissenschaftlicher Name    | Autorenzitat                            |
| Winziger Nabeling | Omphalina albominutella    | E. Ludwig 2001                          |
| Arktischer Nabeling | Omphalina arctica          | Lamoure in Laursen & Ammirati 1982      |
| Schnee-Nabeling | Omphalina chionophila      | Lamoure 1974                            |
| Blaubräunlicher Nabeling | Omphalina cyanobrunnescens | Imler 1986                              |
| Kerbrandiger Trichter-Nabeling | Omphalina cyathella        | J. Favre & Schweers 1942 ex Kuyper 1996 |
| Purpurblättriger Nabeling | Omphalina demissa          | (Fries 1821 : Fries 1821) Quélet 1886   |
| Rosasporiger Nabeling | Omphalina discorosea       | (Pilát 1934) Herink & Kotlaba 1975      |
| Mehlgeruch-Nabeling | Omphalina farinolens       | G. Moreno & Esteve-Raventós 2000        |
| Häublings- oder Häublingsfarbener Nabeling | Omphalina galericolor      | (Romagnesi 1952) Bon 1975               |
| Alpen-Nabeling | Omphalina kuehneri         | Lamoure 1974                            |
| Lilaschuppiger Nabeling | Omphalina lilacinicolor    | Bon 1980 ('1979')                       |
| Relikt-Nabeling | Omphalina periglacialis    | S. Lettau & H. Lehmann 2022             |
| Wiesen-Nabeling | Omphalina praticola        | Kuyper, Arnolds & P.-J. Keizer 1997     |
| | Omphalina pseudomuralis    | Lamoure 1974                            |
| Rotbrauner oder Starkgeriefter Nabeling | Omphalina pyxidata         | (Persoon 1801 : Fries 1821) Quélet 1886 |
| Bach-Nabeling | Omphalina rivulicola       | (J. Favre 1955) Lamoure 1974            |
| Leberbrauner Nabeling | Omphalina subhepatica      | (Batsch 1789) Murrill 1916              |
| | Omphalina tabaresiana      | Vila & Llimona 2006                     |
| Papageien-Nabeling | Omphalina violaceoviridis  | Courtecuisse 1986                       |
| Dickblättriger Sanddünen-Nabeling | Omphalina wallacei         | P.D. Orton 1984                         |

## Systematik und Taxonomie

### Nomenklatorische Probleme
Omphalina ist ein alter Gattungsname, der auf dem noch älteren Namen Omphalia basiert. Er kann aber nicht verwendet werden, weil es sich dabei um ein jüngeres Homonym handelt und der Name daher ungültig ist. Ursprünglich umfasste die Gattung alle weißsporigen, ähnlich großen und geformten Pilze. Aus diesem Grund wurden viele Arten als Omphalina oder Omphalia bezeichnet, obwohl sie keine echten Nabelinge sind. Erst die Konservierung des Rotbraunen Nabelings als Typus beendete die Jahrzehnte währende Instabilität.

### Phylogenetische Neudefinition
DNA-basierte molekularphylogenetische Studien zeigen, dass der Rotbraune Nabeling und andere an Moosen wachsende Arten mit rötlichbraunen bis gelblichen Pigmenten, die die Hyphenwände inkrustieren, nah miteinander verwandt sind. Dagegen sind viele andere ehemaligen Nabelinge nur entfernt miteinander verwandt und wurden deshalb in anderen Ordnungen, Familien oder Gattungen klassifiziert.

### Neuklassifikation und Splittung früherer Nabelinge
Lichenisierte Nabelinge sind mit Flechten vergesellschaftete Basidienpilze, die sich jetzt in der Gattung der Flechtennabelinge (Lichenomphalia) befinden. Dazu zählt beispielsweise der relativ häufige Heide-Flechtennabeling (Lichenomphalia umbellifera).
Moosbewohnende, graue bis schwärzliche Arten gehören nun in die Gattung der Adermooslinge (Arrhenia). Zwei bekanntere Vertreter sind zum Beispiel der Geröll-Adermoosling (Arrhenia rickenii) und der Rußige Sumpf-Adermoosling (Arrhenia oniscus).
Alle übrigen ehemaligen Nabelinge mit amyloiden Sporen landeten in anderen Gattungen, darunter Helmlinge (Mycena), Kohlennabelinge (Myxomphalia) und Glöckchennabelinge (Xeromphalina).
Kein echter Nabeling besitzt gelatinisiertes oder schleimiges Gewebe oder farbenfrohe Pigmente. Auch haben sie keine Zystiden. Arten, deren Abtrennung durch Molekularuntersuchungen gestützt werden, verteilen sich auf diverse Gattungen wie zum Beispiel Goldnabelinge (Chrysomphalina), Nabeltrichterchen (Gerronema) und Heftelnabelinge (Rickenella).
Der Weiße Nabeling (ehemals Omphalina mutila) wurde 2022 auf Grundlage phylogenetischer Untersuchungen und seiner morphologischen Merkmale (beispielsweise der kurze Stiel und die fehlende Pigmentierung) in die Gattung Clitopilus überführt und heißt aktuell Clitopilus mutilus.

## Bedeutung

### Namensherkunft
Omphalina ist die Verkleinerungsform von Omphalia und leitet sich vom griechischen Wort ómphalos „Nabel, Buckel“ ab. Der Name bezieht sich auf das nabelartige Aussehen der kleinen gewölbten Hüte mit der typischen zentralen Vertiefung.